# Cinetata gradata
Cinetata gradata là một loài nhện trong họ Linyphiidae.
Loài này thuộc chi Cinetata. Cinetata gradata được Eugène Simon miêu tả năm 1881.